# Simone Gold
Simone Melissa Gold es una doctora, activista y autora estadounidense, fundadora de America's Frontline Doctors, una organización política de derecha conocida por difundir información polémica sobre la pandemia de COVID-19. Ganó notoriedad cuando el video de una conferencia de prensa de America's Frontline Doctors frente al edificio de la Corte Suprema de los Estados Unidos se volvió viral en julio de 2020.
El 5 de enero de 2021, Gold se pronunció en contra de las vacunas contra la COVID-19 en un mitin en Washington D. C. y al día siguiente participó en el asalto al Capitolio de los Estados Unidos de 2021. Habló desde la rotonda del edificio del Capitolio y luego fue arrestada acusada de participar en el asalto, habiendo admitido que entró en el Capitolio.

## Activismo

### Carta abierta a Donald Trump
En mayo de 2020, Gold organizó una carta abierta al entonces presidente de los Estados Unidos Donald Trump. La carta instaba a Trump a poner fin al «cierre nacional», calificándolo de «incidente de víctimas masivas». Citó problemas de pacientes que evitan la atención médica, aumento del abuso de sustancias y mayor inestabilidad financiera. La carta fue firmada conjuntamente por más de 600 médicos, con Gold como la signataria principal.

### Video de America's Frontline Doctors
En julio de 2020, Gold y su grupo, America's Frontline Doctors, realizaron una conferencia de prensa frente al edificio de la Corte Suprema de los Estados Unidos. La conferencia de prensa se denominó «White Coat Summit» («Cumbre de bata blanca») y fue organizada por Gold junto con Tea Party Patriots, una organización política de derecha, y fue transmitida por Breitbart News. Presentaba a Gold y sus colegas hablando sobre los percibidos méritos de la hidroxicloroquina, a pesar de la evidencia de que es ineficaz como tratamiento para COVID-19 y puede conllevar riesgos significativos. También se pronunciaron en contra del uso de mascarillas para prevenir la propagación del COVID-19. El video se volvió viral después de ser retuiteado por la familia Trump, y alcanzó más de 14 millones de visitas antes de su rápida eliminación de Facebook, Twitter y YouTube por violar sus políticas relacionadas con la difusión de desinformación sobre COVID-19. Gold fue despedida a raíz del video y no ha trabajado como médico desde entonces.

### Activismo antivacunas
El día antes de la distribución de la vacuna COVID-19 de Pfizer, tozinamerán, Gold habló frente a la sede de los Centros para el Control y la Prevención de Enfermedades en Atlanta, (CDC)  calificando repetidamente a la vacuna de «experimental» y criticando los mandatos de vacuna, sin proporcionar ejemplos de mandatos de vacuna. Esto generó críticas de médicos e investigadores. Peter Hotez, un investigador de vacunas del Baylor College of Medicine señaló que no había mandatos de vacunas y dijo: «Ningún médico de primera línea se opone a esta vacuna, solo el movimiento antivacunas de 'libertad de salud' vinculado al extremismo de derecha».
Gold habló sobre las vacunas COVID-19 en The Stand, un evento que se describe a sí mismo como una serie de «servicios milagrosos y de sanación masiva al aire libre». En el discurso, elogió la hidroxicloroquina y continuó haciendo afirmaciones infundadas sobre los peligros de las vacunas COVID-19.

### Asalto al Capitolio de los Estados Unidos de 2021

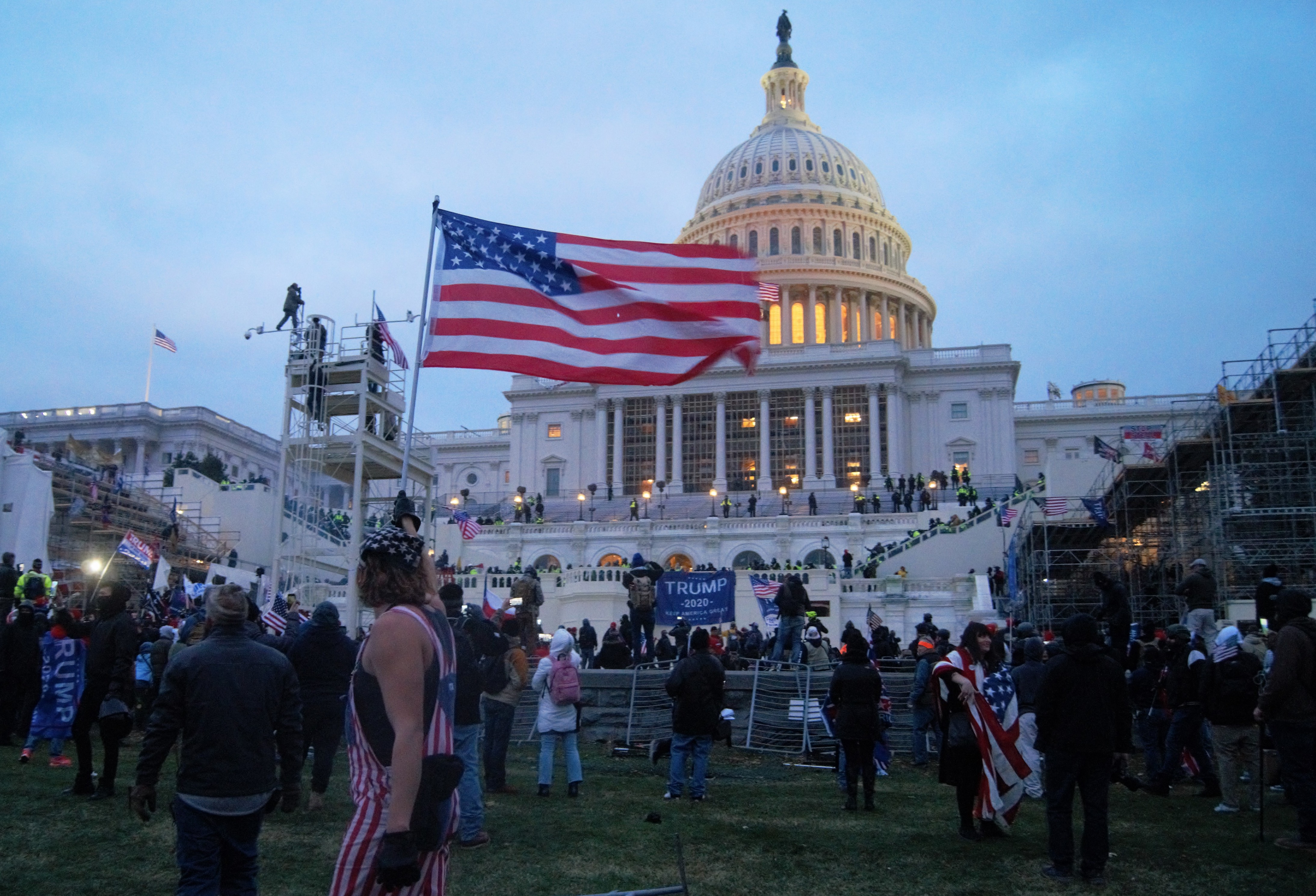
Manifestantes reunidos frente al Capitolio el 6 de enero de 2021.

El 5 de enero de 2021, Gold habló en un mitin en Washington D. C. a una multitud de personas reunidas en la ciudad para el mitin «Stop the steal» («Detengan el robo») del día siguiente. Criticó las vacunas COVID-19, diciendo que la COVID-19 no era fatal y haciendo afirmaciones infundadas adicionales sobre las vacunas. Ella les dijo a sus seguidores: «Si no quieren tomar un agente biológico experimental engañosamente llamado vacuna, ¡no deben dejarse coaccionar!». Gold estaba programada para hablar al día siguiente en el Rally for Health Freedom («Rally por la Libertad de la Salud») pero la manifestación fue cancelada poco antes de su discurso. Luego se unió a la multitud que entró ilegalmente al edificio del Capitolio, junto con el director de Comunicaciones de America's Frontline Doctors, John Strand. Gold y Strand fueron captados en video «en medio de una multitud que intentaba empujar a los agentes de la ley para que entraran». Luego pronunció el discurso que había planeado dar en el mitin en la rotonda del edificio del Capitolio. Gold dijo que pasó aproximadamente 20 minutos en el edificio del Capitolio.
Más tarde, el FBI identificó a Gold y Strand por imágenes del evento que circularon en las redes sociales. Gold fue arrestada varias semanas después por cargos de ingresar a un edificio restringido y entrada violenta y alteración del orden público. Gold admitió haber ingresado al edificio del Capitolio, diciendo que no sabía que era ilegal hacerlo y que no presenció ningún tipo de violencia, diciendo que «donde estaba, era increíblemente pacífico». Dijo «Lamento haber estado allí», porque le preocupa que la controversia le reste valor a su trabajo con America's Frontline Doctors.
En enero de 2022 fue condenada a 60 días de prisión y a pagar una multa de 9500 dólares. Tras cumplir su condena en una prisión federal de Miami, el congresista Louie Gohmert le regaló una bandera que ondeaba sobre el Capitolio y se refirió a ella como una «prisionera política».

## Reacciones de la comunidad médica
Gold fue criticada en el campo médico por sus opiniones sobre la pandemia de COVID-19 y las vacunas. Jeffrey Koplan, epidemiólogo, vicepresidente de Salud Global en la Universidad de Emory y exdirector de los  ( CDC ) , dijo: «Ella y su organización muestran una ignorancia deliberada de la ciencia y el método científico, así como una falta de respeto por las instituciones científicas y científicos brillantes». El director de la Iniciativa de Respuesta y Recursos Pandémicos de la Universidad de Columbia, Irwin Redlener, calificó a Gold como una «proveedora tóxica de información errónea, que ahora contribuye activamente a la retórica de la extrema derecha que continúa incitando a las personas decididas a aferrarse a las más atroces mentiras de Donald Trump».

## Publicaciones
En 2020, Gold escribió I Do Not Consent: My Fight Against Medical Cancel Culture («No doy mi consentimiento: mi lucha contra la cultura de la cancelación médica»), detallando sus experiencias con pacientes con COVID-19 y hablando sobre sus opiniones sobre la pandemia.